# Кандида Младшая
Кандида (умерла в 586 году) — чудотворица неаполитанская. День памяти — 10 сентября.
Именуемая Кандидой Младшей, святая Кандида была образцовой женой и матерью из Неаполя. Согласно Римскому мартирологу, она прославилась своими чудесами.